# Falaye Sacko
Falaye Sacko (Bamako, 1º maggio 1995) è un calciatore maliano, difensore del Neftçi Baku e della nazionale maliana.

## Caratteristiche tecniche
È un terzino destro.

## Carriera

### Club
Ha esordito il 31 marzo 2017 con la maglia del Vitória Guimarães in un match vinto 2-1 contro il Nacional.

### Nazionale
È stato convocato dalla nazionale Under-20 del Mali per il Mondiale Under-20 2015. Al termine della competizione, conclusa al terzo posto, colleziona 6 presenze.

## Statistiche

### Presenze e reti nei club
Statistiche aggiornate al 21 dicembre 2024.
| Stagione                   | Squadra                    | Campionato                 | Campionato | Campionato | Coppe nazionali | Coppe nazionali | Coppe nazionali | Coppe continentali | Coppe continentali | Coppe continentali | Altre coppe | Altre coppe | Altre coppe | Totale | Totale | Totale |
| Stagione                   | Squadra                    | Comp                       | Pres       | Reti       | Comp            | Pres            | Reti            | Comp               | Pres               | Reti               | Comp        | Pres        | Reti        | Pres   | Reti   |        |
| -------------------------- | -------------------------- | -------------------------- | ---------- | ---------- | --------------- | --------------- | --------------- | ------------------ | ------------------ | ------------------ | ----------- | ----------- | ----------- | ------ | ------ | ------ |
| 2015-gen. 2016             | Sint-Truiden               | PL                         | 0          | 0          | CB              | 1               | 0               | -                  | -                  | -                  | -           | -           | -           | 1      | 0      |        |
| gen.-giu. 2016             | Vitória Guimarães B        | SL                         | 6          | 0          | -               | -               | -               | -                  | -                  | -                  | -           | -           | -           | 6      | 0      |        |
| 2016-2017                  | Vitória Guimarães B        | SL                         | 35         | 0          | -               | -               | -               | -                  | -                  | -                  | -           | -           | -           | 35     | 0      |        |
| 2017-2018                  | Vitória Guimarães B        | SL                         | 22         | 0          | -               | -               | -               | -                  | -                  | -                  | -           | -           | -           | 22     | 0      |        |
| Totale Vitoria Guimaraes B | Totale Vitoria Guimaraes B | Totale Vitoria Guimaraes B | 63         | 0          |                 | -               | -               |                    | -                  | -                  |             | -           | -           | 63     | 0      |        |
| 2016-2017                  | Vitória Guimarães          | PL                         | 1          | 0          | TdP+TdL         | 0+0             | 0               | -                  | -                  | -                  | -           | -           | -           | 1      | 0      |        |
| 2017-2018                  | Vitória Guimarães          | PL                         | 6          | 0          | TdP+TdL         | 0+0             | 0               | -                  | -                  | -                  | SP          | 0           | 0           | 6      | 0      |        |
| 2018-2019                  | Vitória Guimarães          | PL                         | 28         | 0          | TdP+TdL         | 2+0             | 0               | -                  | -                  | -                  | -           | -           | -           | 30     | 0      |        |
| 2019-2020                  | Vitória Guimarães          | PL                         | 22         | 0          | TdP+TdL         | 0+2             | 0               | UEL                | 8                  | 0                  | -           | -           | -           | 32     | 0      |        |
| 2020-2021                  | Vitória Guimarães          | PL                         | 28         | 0          | TdP+TdL         | 1+1             | 0               | -                  | -                  | -                  | -           | -           | -           | 30     | 0      |        |
| 2021-gen. 2022             | Vitória Guimarães          | PL                         | 13         | 1          | TdP+TdL         | 1+3             | 0               | -                  | -                  | -                  | -           | -           | -           | 17     | 1      |        |
| Totale Vitoria Guimaraes   | Totale Vitoria Guimaraes   | Totale Vitoria Guimaraes   | 98         | 1          |                 | 10              | 0               |                    | 8                  | 0                  |             | 0           | 0           | 116    | 1      |        |
| gen.-giu. 2022             | Saint-Étienne              | L1                         | 9+2        | 0          | CF              | -               | -               | -                  | -                  | -                  | -           | -           | -           | 11     | 0      |        |
| 2022-2023                  | Montpellier                | L1                         | 35         | 1          | CF              | 1               | 0               | -                  | -                  | -                  | -           | -           | -           | 36     | 1      |        |
| 2023-2024                  | Montpellier                | L1                         | 19         | 0          | CF              | 0               | 0               | -                  | -                  | -                  | -           | -           | -           | 19     | 0      |        |
| 2024-2025                  | Montpellier                | L1                         | 10         | 0          | CF              | 1               | 0               | -                  | -                  | -                  | -           | -           | -           | 11     | 0      |        |
| Totale Montpellier         | Totale Montpellier         | Totale Montpellier         | 64         | 1          |                 | 2               | 0               |                    | -                  | -                  |             | -           | -           | 66     | 1      |        |
| Totale carriera            | Totale carriera            | Totale carriera            | 236        | 2          |                 | 13              | 0               |                    | 8                  | 0                  |             | 0           | 0           | 257    | 2      |        |

### Cronologia presenze e reti in nazionale
| Cronologia completa delle presenze e delle reti in nazionale ― Mali | Cronologia completa delle presenze e delle reti in nazionale ― Mali | Cronologia completa delle presenze e delle reti in nazionale ― Mali | Cronologia completa delle presenze e delle reti in nazionale ― Mali | Cronologia completa delle presenze e delle reti in nazionale ― Mali | Cronologia completa delle presenze e delle reti in nazionale ― Mali | Cronologia completa delle presenze e delle reti in nazionale ― Mali | Cronologia completa delle presenze e delle reti in nazionale ― Mali |
| Data                                                                | Città                                                               | In casa                                                             | Risultato                                                           | Ospiti                                                              | Competizione                                                        | Reti                                                                | Note                                                                |
| ------------------------------------------------------------------- | ------------------------------------------------------------------- | ------------------------------------------------------------------- | ------------------------------------------------------------------- | ------------------------------------------------------------------- | ------------------------------------------------------------------- | ------------------------------------------------------------------- | ------------------------------------------------------------------- |
| 11-11-2017                                                          | Franceville                                                         | Gabon                                                               | 0 – 0                                                               | Mali                                                                | Qual. Mondiali 2018                                                 | -                                                                   |                                                                     |
| 23-3-2018                                                           | Liegi                                                               | Giappone                                                            | 1 – 1                                                               | Mali                                                                | Amichevole                                                          | -                                                                   |                                                                     |
| 9-9-2018                                                            | Giuba                                                               | Sudan del Sud                                                       | 0 – 3                                                               | Mali                                                                | Qual. Coppa d'Africa 2019                                           | -                                                                   | 51’                                                                 |
| 12-10-2018                                                          | Bamako                                                              | Mali                                                                | 0 – 0                                                               | Burundi                                                             | Qual. Coppa d'Africa 2019                                           | -                                                                   |                                                                     |
| 16-10-2018                                                          | Bujumbura                                                           | Burundi                                                             | 1 – 1                                                               | Mali                                                                | Qual. Coppa d'Africa 2019                                           | -                                                                   |                                                                     |
| 17-11-2018                                                          | Libreville                                                          | Gabon                                                               | 0 – 1                                                               | Mali                                                                | Qual. Coppa d'Africa 2019                                           | -                                                                   |                                                                     |
| 23-3-2019                                                           | Bamako                                                              | Mali                                                                | 3 – 0                                                               | Sudan del Sud                                                       | Qual. Coppa d'Africa 2019                                           | -                                                                   |                                                                     |
| 26-3-2019                                                           | Dakar                                                               | Senegal                                                             | 2 – 1                                                               | Mali                                                                | Amichevole                                                          | -                                                                   | 56’                                                                 |
| 14-6-2019                                                           | Yaoundé                                                             | Camerun                                                             | 1 – 1                                                               | Mali                                                                | Amichevole                                                          | -                                                                   |                                                                     |
| 16-6-2019                                                           | Doha                                                                | Algeria                                                             | 3 – 2                                                               | Mali                                                                | Amichevole                                                          | 1                                                                   | 46’                                                                 |
| 2-7-2019                                                            | Ismailia                                                            | Angola                                                              | 0 – 1                                                               | Mali                                                                | Coppa d'Africa 2019 - 1º turno                                      | -                                                                   |                                                                     |
| 5-9-2019                                                            | Riad                                                                | Arabia Saudita                                                      | 1 – 1                                                               | Mali                                                                | Amichevole                                                          | -                                                                   |                                                                     |
| 9-10-2020                                                           | Antalya                                                             | Mali                                                                | 3 – 0                                                               | Ghana                                                               | Amichevole                                                          | -                                                                   |                                                                     |
| 17-11-2020                                                          | Windhoek                                                            | Namibia                                                             | 1 – 2                                                               | Mali                                                                | Qual. Coppa d'Africa 2021                                           | -                                                                   |                                                                     |
| 24-3-2021                                                           | Conakry                                                             | Guinea                                                              | 1 – 0                                                               | Mali                                                                | Qual. Coppa d'Africa 2021                                           | -                                                                   |                                                                     |
| 6-6-2021                                                            | Blida                                                               | Algeria                                                             | 1 – 0                                                               | Mali                                                                | Amichevole                                                          | -                                                                   | 76’                                                                 |
| 11-6-2021                                                           | Tunisi                                                              | RD del Congo                                                        | 1 – 1                                                               | Mali                                                                | Amichevole                                                          | -                                                                   | Cap.                                                                |
| 15-6-2021                                                           | Tunisi                                                              | Tunisia                                                             | 1 – 0                                                               | Mali                                                                | Amichevole                                                          | -                                                                   |                                                                     |
| 1-9-2021                                                            | Agadir                                                              | Mali                                                                | 1 – 0                                                               | Ruanda                                                              | Qual. Mondiali 2022                                                 | -                                                                   |                                                                     |
| 5-9-2021                                                            | Kampala                                                             | Uganda                                                              | 0 – 0                                                               | Mali                                                                | Qual. Mondiali 2022                                                 | -                                                                   |                                                                     |
| 7-10-2021                                                           | Agadir                                                              | Mali                                                                | 5 – 0                                                               | Kenya                                                               | Qual. Mondiali 2022                                                 | -                                                                   | 62’                                                                 |
| 10-10-2021                                                          | Nairobi                                                             | Kenya                                                               | 0 – 1                                                               | Mali                                                                | Qual. Mondiali 2022                                                 | -                                                                   |                                                                     |
| 11-11-2021                                                          | Kigali                                                              | Ruanda                                                              | 0 – 3                                                               | Mali                                                                | Qual. Mondiali 2022                                                 | -                                                                   |                                                                     |
| 14-11-2021                                                          | Agadir                                                              | Mali                                                                | 1 – 0                                                               | Uganda                                                              | Qual. Mondiali 2022                                                 | -                                                                   |                                                                     |
| 12-1-2022                                                           | Limbe                                                               | Tunisia                                                             | 0 – 1                                                               | Mali                                                                | Coppa d'Africa 2021 - 1º turno                                      | -                                                                   |                                                                     |
| 16-1-2022                                                           | Limbe                                                               | Gambia                                                              | 1 – 1                                                               | Mali                                                                | Coppa d'Africa 2021 - 1º turno                                      | -                                                                   |                                                                     |
| 20-1-2022                                                           | Douala                                                              | Mali                                                                | 2 – 0                                                               | Mauritania                                                          | Coppa d'Africa 2021 - 1º turno                                      | -                                                                   |                                                                     |
| 26-1-2022                                                           | Bamako                                                              | Mali                                                                | 0 – 0 dts (5 – 6 dtr)                                               | Guinea Equatoriale                                                  | Coppa d'Africa 2021 - Ottavi di finale                              | -                                                                   |                                                                     |
| 26-9-2022                                                           | Bamako                                                              | Mali                                                                | 0 – 0                                                               | Zambia                                                              | Amichevole                                                          | -                                                                   |                                                                     |
| 16-11-2022                                                          | Orano                                                               | Algeria                                                             | 1 – 1                                                               | Mali                                                                | Amichevole                                                          | -                                                                   | 56’                                                                 |
| 24-3-2023                                                           | Bamako                                                              | Mali                                                                | 2 – 0                                                               | Gambia                                                              | Qual. Coppa d'Africa 2023                                           | -                                                                   | 71’                                                                 |
| 28-3-2023                                                           | Casablanca                                                          | Gambia                                                              | 1 – 0                                                               | Mali                                                                | Qual. Coppa d'Africa 2023                                           | -                                                                   |                                                                     |
| 8-9-2023                                                            | Bamako                                                              | Mali                                                                | 4 – 0                                                               | Sudan del Sud                                                       | Qual. Coppa d'Africa 2023                                           | -                                                                   |                                                                     |
| 13-10-2023                                                          | Bamako                                                              | Mali                                                                | 1 – 0                                                               | Uganda                                                              | Amichevole                                                          | -                                                                   | Cap. 46’                                                            |
| 17-11-2023                                                          | Bamako                                                              | Mali                                                                | 3 – 1                                                               | Ciad                                                                | Qual. Mondiali 2026                                                 | -                                                                   | 90+1’                                                               |
| 6-1-2024                                                            | Bamako                                                              | Mali                                                                | 6 – 2                                                               | Guinea-Bissau                                                       | Amichevole                                                          | 1                                                                   | Cap.                                                                |
| 16-1-2024                                                           | Korhogo                                                             | Mali                                                                | 2 – 0                                                               | Sudafrica                                                           | Coppa d'Africa 2023 - 1º turno                                      | -                                                                   |                                                                     |
| 20-1-2024                                                           | Korhogo                                                             | Tunisia                                                             | 1 – 1                                                               | Mali                                                                | Coppa d'Africa 2023 - 1º turno                                      | -                                                                   |                                                                     |
| 30-1-2024                                                           | Korhogo                                                             | Mali                                                                | 2 – 1                                                               | Burkina Faso                                                        | Coppa d'Africa 2023 - Ottavi di finale                              | -                                                                   |                                                                     |
| 3-2-2024                                                            | Bouaké                                                              | Mali                                                                | 1 – 2 dts                                                           | Costa d'Avorio                                                      | Coppa d'Africa 2023 - Quarti di finale                              | -                                                                   |                                                                     |
| 22-3-2024                                                           | Marrakech                                                           | Mali                                                                | 2 – 0                                                               | Mauritania                                                          | Amichevole                                                          | -                                                                   | Cap.                                                                |
| 6-6-2024                                                            | Bamako                                                              | Mali                                                                | 1 – 2                                                               | Ghana                                                               | Qual. Mondiali 2026                                                 | -                                                                   | Cap.                                                                |
| Totale                                                              |                                                                     | Presenze                                                            | 42                                                                  |                                                                     | Reti                                                                | 2                                                                   |                                                                     |